# Hadewych Minis
Hadewych Minis (Maastricht, 5 de janeiro de 1977) é uma atriz neerlandesa. Ela ganhou o prêmio Bezerro de Ouro de Melhor Atriz por sua atuação como Marina em Borgman (2013) e recebeu o prêmio Theo d'Or por sua atuação solo na adaptação holandesa da peça Girls & Boys de Dennis Kelly.

## Filmografia parcial
| Ano  | Título                | Papel           | Nota(s) |
| ---- | --------------------- | --------------- | ------- |
| 2003 | Phileine Says Sorry   | Gulpje          |         |
| 2007 | Moordwijven           | Estelle         |         |
| 2009 | My Queen Karo         | Alice           |         |
| 2010 | Loft                  | Eva Fenneker    |         |
| 2013 | Borgman               | Marina          |         |
| 2015 | Bloed, zweet & tranen | Rachel Hazes    |         |
| 2016 | The Fury              | Hanny           |         |
| 2016 | Toni Erdmann          | Tatjana         |         |
| 2022 | Met Mes               |                 |         |
| 2022 | Van der Valk          | Marielle Cuyper |         |